# Apra (schimmelgeslacht)
Apra is een monotypisch geslacht van roesten uit de familie Raveneliaceae. Het bevat alleen Apra bispora.